# Helge Limburg
Pour les articles homonymes, voir Limburg.
Helge Limburg, né le 25 octobre 1982 à Hanovre, est un homme politique allemand et membre du parti écologiste (Alliance 90 / Les Verts). Il est le plus jeune député au parlement (Landtag) de l’État de la Basse-Saxe.

## École et études
Après son examen de baccalauréat en 2002 du Campe-Gymnasium (lycée) dans Holzminden, il effectuera son service civil au poste de soins pour les personnes âgées dans le Bevern-Stadtoldendorf. 
En octobre 2003, Limburg commencera ses études de droit à l'Université de Brême, se spécialisant dans la législation sociale et du travail. Il a terminé son premier examen d'État en mai 2008.

## Stages / Parcours international
De l’année 2003 à 2006, Limburg effectuera de nombreux stages. Ainsi, il assistera en août 2003 à un projet bénévole (Workcamp) du service civil international à Naplouse, Cisjordanie et ensuite en septembre 2003, il travaillera dans un centre d'accueil pour enfants à Beit Jala, Cisjordanie.
En février 2005, Limburg fait un voyage en Inde, pendant lequel après un stage en gestion d'entreprise de deux semaines à Symrise Gmbh & Co. KG à New Delhi, il fait un stage à la Cour suprême de Delhi.
À partir de septembre 2005 à janvier 2006, Limburg a fait un semestre à l'Université de Yeditepe à Istanbul en Turquie. Il y concentre ses études sur le droit européen et le droit international. 

## Carrière politique
Limburg Helge s’est engagé très tôt dans la politique. De 2001 à 2005, il a siégé dans le comité des Verts locaux dans Holzminden. De 2002 à 2004, il a été membre du Conseil d'administration des Jeunes-Verts de la Basse-Saxe et de 2006 à 2007, il a été porte-parole des jeunes-verts de la Basse-Saxe.
En 2004 Limburg a cofondé le CampusGrün, un groupe d'étudiants actifs politiques à Brême et sera jusqu’en 2005 leur premier porte-parole. 
Ensuite de 2006 à 2007, il s’est engagé comme porte-parole du comité Exécutif régional des Jeunes-verts de la Basse-Saxe.
Depuis les élections Parlementaire de l'État de la Basse-Saxe du 27 janvier 2008, Limburg est membre de la Landtag.

## Vie privée
Helge Limburg est marié et depuis septembre 2008 père d'une fille.